# 283 (số)
283 (hai trăm tám mươi ba) là một số tự nhiên ngay sau 282 và ngay trước 284.